# Колесниченко, Виталий Витальевич
Виталий Витальевич Колесниченко (укр. Віталій Віталійович Колесніченко; род. 10 июня 1973, Одесса, Украинская ССР, СССР) — украинский футболист и тренер. Абсолютный рекордсмен одесского «Черноморца» по числу матчей, проведённых в чемпионатах Украины — 224.

## Игровая карьера
Воспитанник ДЮСШ «Черноморец». Первый тренер — Валерий Мельник.
Летом 1989 года в матче против «Жальгириса» (0:2) дебютировал в дубле «Черноморца». В основном составе дебютировал 22 ноября 1991 года в матче Кубка СССР против донецкого «Шахтёра». Виталий появился на поле в компенсированное время вместо Ивана Гецко.
После распада СССР играл во второй команде «моряков». Проведя три года в «Черноморце-2», принял предложение сменить клуб от соседнего СК Одесса. В «СК» провёл всего четыре месяца и был забран Леонидом Буряком назад в «Черноморец». За «моряков» играл с 1994 по 2003 год. В чемпионатах Украины за команду сыграл 224 матча. Выводил на поле команду в качестве капитана. В 2003 году с приходом на должность тренера «моряков» Семёна Альтмана Колесниченко потерял место в основном составе.
Некоторое время поиграл в дубле, затем получил предложение переехать в Казахстан. Там несколько месяцев отыграл за местный «Жетысу». Вернулся на Украину, где перешёл в «Николаев». Команда боролась за сохранение места в первой лиге, для этой задачи был приглашён Роман Покора, который и обратил внимание на Колесниченко. С поставленной задачей команда справилась.

## Тренерская карьера
В ноябре 2004 года переехал на постоянное место жительства в Германию, где со временем стал выступать за полулюбительский клуб «Готтфридинг». С этой командой прошёл путь из 10-й лиги первенства Германии в 7-ю. С 2010 года работал в «Готтфридинге» играющим тренером.

## Достижения
«Черноморец»
- Обладатель Кубка Украины (1): 1993/94.
- Серебряный призёр чемпионата Украины (2): 1994/95, 1995/96.
- Серебряный призёр первой лиги Украины (2): 1998/99, 2001/02.